# 존 챈도스
존 챈도스(John Chandos, 1917년 7월 27일 ~ 1987년 9월 21일)는 영국의 배우, 영화배우, 텔레비전 배우이다.
글래스고에서 태어났으며 치체스터에서 사망하였다.

## 영화
- 라플라타 강의 전투 (1956년)
- 풋내기 의사 사이먼 (1954년)
- 진홍의 해적 (1952년)
- 니콜라스 니클비의 인생과 모험 (1947년)
- 북위 49도선 (1941년)